# 삭방도
삭방도(朔方道)는 고려 시대에 존재했던 한국의 옛 행정 구역 가운데 하나이다. 지금의 강원도와 함경남도 지역에 있었다.